# Synemosyna ankeli
Synemosyna ankeli là một loài nhện trong họ Salticidae.
Loài này thuộc chi Synemosyna. Synemosyna ankeli được Cutler & Müller miêu tả năm 1991.